# Obsolescencia
La obsolescencia es el estado de ser que ocurre cuando un objeto, servicio o práctica ya no se mantiene o no se requiere aunque todavía esté en buen estado de funcionamiento.
La obsolescencia ocurre con frecuencia porque se dispone de un reemplazo que tiene, en suma, más ventajas en comparación con las desventajas en que se incurre al mantener o reparar el original. Obsoleto también se refiere a algo que ya está en desuso, descartado o anticuado. Por lo general, la obsolescencia está precedida por una disminución gradual de la popularidad.

## Tipos

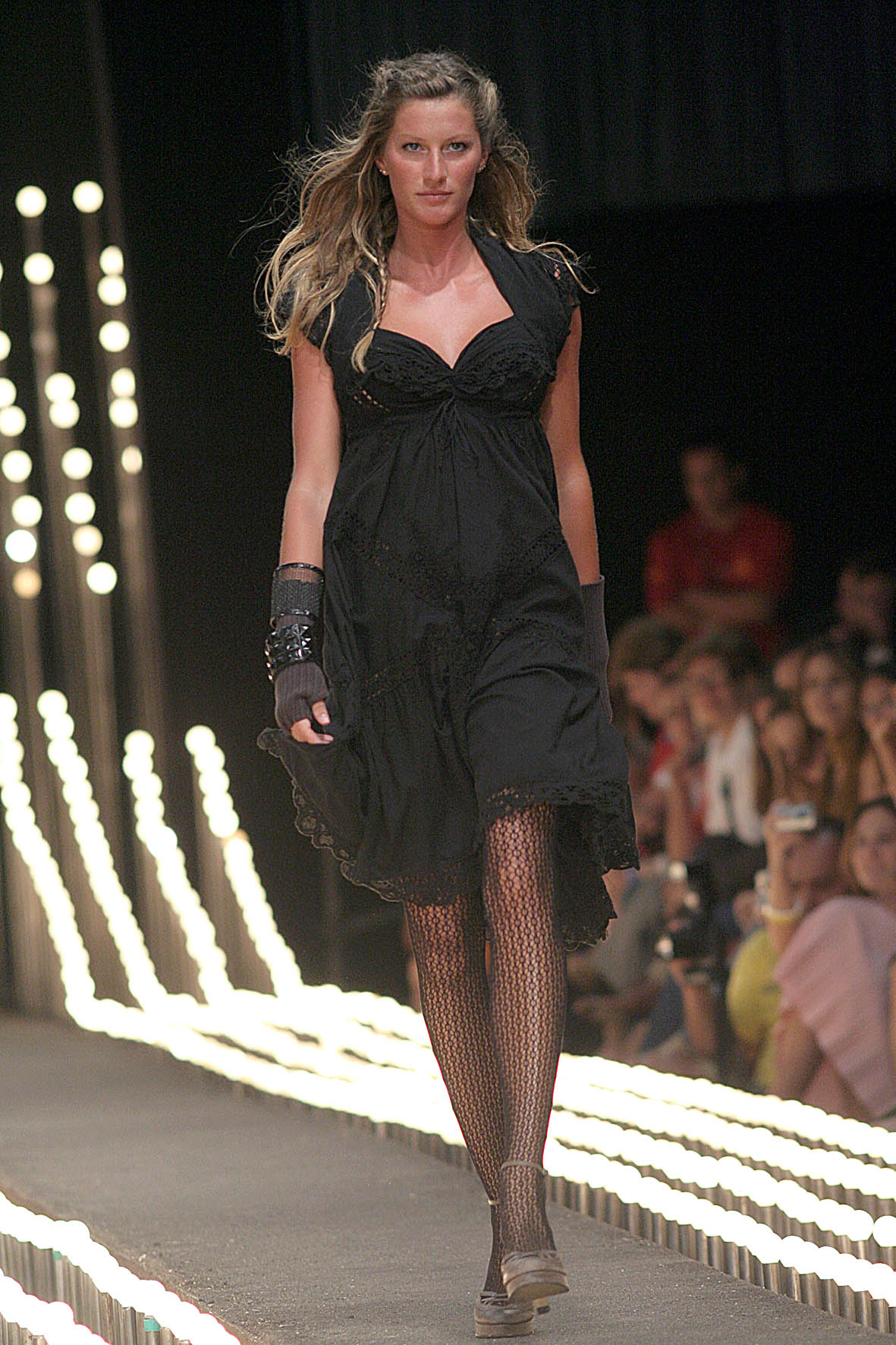
La ropa es un ejemplo común de obsolescencia estética.

La obsolescencia es la condición o estado en que se encuentra un producto que ya ha cumplido con una vigencia o tiempo programado para que siga funcionando. Los tipos reconocidos de obsolescencia son:
Obsolescencia técnica: los productos se vuelven técnicamente obsoletos desde el punto de vista de ingeniería (el producto ya no es de última generación) y desde el punto de vista de la usabilidad (el producto no es cómodo de usar). Cuando las nuevas tecnologías sustitutivas dejan a un producto anticuado en favor del siguiente, como en el caso de la regla de cálculo y la calculadora electrónica, el telégrafo y el teléfono, de cintas de cassette y discos compactos, el sistema de vídeo VHS frente al DVD, etc. Es también consecuencia directa de las actividades de investigación y desarrollo que permiten en tiempo relativamente breve, fabricar y construir equipos mejorados con capacidades superiores a las de los precedentes. El paradigma, en este caso, lo constituyen los equipos informáticos capaces de multiplicar su potencia en cuestión de meses.
Obsolescencia ecológica: los productos se vuelven obsoletos ecológicos cuando contaminan el medio ambiente según las posibilidades técnicas. En cuanto a la obsolescencia tenemos que considerar aspectos ambientales. Por un lado, la obsolescencia puede ayudar a ahorrar energía/consumo de agua y, por otro lado, la obsolescencia conduce a un mayor uso de recursos y más desperdicio al acortar el ciclo de vida de los productos. Esta última categoría está altamente relacionada con el greenwashing o lavado de cara «verde» empresarial.
Obsolescencia económica: los productos se vuelven obsoletos desde el punto de vista económico cuando su relación calidad-precio es menor en comparación con un producto nuevo (por ejemplo, el costo total de propiedad, incluidos los costos de compra, instalación, operación, mantenimiento y eliminación)
Obsolescencia por compatibilidad: Los productos también se vuelven obsoletos cuando las piezas de repuesto ya no están disponibles. Por la imposibilidad de encontrar repuestos, como en el caso de los automóviles o productos electrónicos de consumo. La ausencia de repuestos adecuados se debe al encarecimiento de la producción al tratarse de series cortas.
La obsolescencia psicológica: es causada por la introducción de un nuevo producto que es más moderno. Existen los siguientes subtipos de la obsolescencia psicológica:
Obsolescencia estética: los productos se vuelven obsoletos estéticamente cuando su apariencia ya no es aceptable.
Obsolescencia estilística: los productos se vuelven obsoletos estilísticamente cuando aparecen nuevos estilos y el consumidor tiene el deseo o se ve obligado a estar a la moda.
Obsolescencia social: los productos se vuelven obsoletos socialmente cuando hay un cambio en la percepción social.
Obsolescencia legal: los productos se vuelven obsoletos legalmente cuando los requisitos legales no permiten aplicar el producto.

## Obsolescencia programada
La obsolescencia programada,  obsolescencia planificada u obsolescencia prematura es la determinación o programación del fin de la vida útil de un producto, de modo que, tras un periodo de tiempo calculado de antemano por el fabricante o por la empresa durante la fase de diseño del mismo, éste se torne obsoleto, no funcional, inútil o inservible por los diversos procedimientos, por ejemplo por falta de repuestos, induciendo a los consumidores a la compra de un nuevo producto que lo sustituya. Su función principal es de generar mayores ingresos debido a las compras más frecuentes, que redundan en beneficios económicos continuos por periodos de tiempo más largos para empresas o fabricantes.
El objetivo de la obsolescencia no es crear productos de calidad, sino exclusivamente en generar ganancias por parte de las elevadas ventas con la ayuda del lucro económico, no teniéndose en cuenta las necesidades de los consumidores, ni en las repercusiones medioambientales en la producción ni mucho menos en las terribles consecuencias que se generan desde el punto de vista de la acumulación de residuos y la contaminación que conllevan. Para la industria, esta actitud estimula positivamente la demanda al alentar a los consumidores a comprar nuevos productos de un modo artificialmente acelerado si desean seguir utilizándolos.Este tipo de obsolescencia se utiliza en gran diversidad de productos que se consumen a diario.

## Consecuencias de la obsolescencia
Actualmente nos encontramos frente a una paradoja cuyas consecuencias son aún difíciles de cuantificar; en efecto, cuando por un lado se dispone de la capacidad tecnológica de fabricar productos duraderos, nos encontramos en la necesidad de adaptarnos al cambio permanente de las tecnologías.
Ello conlleva la continua sustitución de equipos que por carecer con frecuencia de mercados de segunda mano genera ingentes cantidades de residuos, con la problemática medioambiental que ello supone.
La respuesta a esta problemática ha sido variada; así, la industria propone instalaciones de reciclaje, con los costes que ello conlleva (consumo de energía, contaminación, etcétera); tenemos por ejemplo el reciente anuncio de una empresa de telecomunicaciones de la próxima comercialización de un teléfono móvil con fecha de caducidad, con un uso de un año. Por otro lado, diversas organizaciones humanitarias redistribuyen estos equipos, perfectamente operativos, entre las personas, instituciones y países menos desarrollados.
El fenómeno de la obsolescencia no sólo se limita a los campos descritos. Es posible identificarla dentro de los productos inmobiliarios. Estos, debido a la incongruencia entre los requerimientos de la vida actual y los programas arquitectónicos ajenos a ellos, ven sus velocidades de venta afectadas. La arquitectura de reinterpretación se especializa en la readecuación de un inmueble a las nuevas necesidades.